# 爱Q大盗
爱Q大盗，是一款黑客软件，软件自称可以盗取用户QQ账号和密码，且功能性较强，有一定的避免被安全软件查杀的功能。使用它可以生成一个木马文件，运行后，可以伪装登录窗，可将用户的QQ账号和QQ密码发送到指定的邮箱中。爱Q大盗并不截取明文密码，而是密码的哈希值。但此软件本身就有木马嫌疑，会盗取使用者的帐号信息发给软件制作者本人，甚至可能根本不具备盗取QQ号功能。
爱Q大盗源与华夏黑客同盟VIP版块由炫E小锋编写。